# Monika Lövenich
Monika Lövenich (* 3. November 1955 in Bedburg als Monika Greschner) ist eine ehemalige deutsche Langstreckenläuferin und Triathletin.

## Laufbahn
Bis 1972 war sie als Schwimmerin aktiv und wechselte dann, inspiriert von Harald Norpoths Auftritt bei den Olympischen Spielen in München, zum Laufsport. Ihre größten Erfolge hatte sie zunächst im Crosslauf: 1977 und 1978 wurde sie auf der Kurzstrecke, 1981 auf der Langstrecke Deutsche Meisterin. Bei den Crosslauf-Weltmeisterschaften wurde sie 1978 Sechste.
1979 kam sie bei ihrem Debüt über die 42,195-km-Distanz beim Avon-Marathon in Waldniel auf den 23. Platz in 2:54:22 h. Im Jahr darauf verbesserte sie sich als Dritte der Deutschen Marathon-Meisterschaften auf 2:48:10 h.
1982 wurde sie Siebte beim Osaka Women’s Marathon und war mit ihrer Zeit von 2:38:20 h die vierte deutsche Frau nach Christa Vahlensieck, Manuela Angenvoorth und Charlotte Teske, die unter der 2:40-Stunden-Marke blieb. Im selben Jahr wurde sie Deutsche Meisterin im Marathon und im 25-km-Straßenlauf. Beim Marathon der Leichtathletik-Europameisterschaften in Athen wurde sie Elfte.
Nachdem sie im Januar 1983 den Marathon von Miami gewonnen hatte, siegte sie beim Paderborner Osterlauf auf der 10-km-Distanz, verteidigte ihren Titel bei der Deutschen Marathonmeisterschaft und wurde Zweite beim Frankfurt-Marathon in 2:31:37 h. Beim Marathon der Leichtathletik-Weltmeisterschaften 1983 in Helsinki kam sie auf den 15. Platz.
Nach einer längeren Verletzungs- und Babypause meldete sie sich 1987 im Wettkampfgeschehen zurück. Im Triathlon wurde sie Deutsche Meisterin auf der Kurzstrecke, und als Gesamtsiegerin des Rhein-Ruhr-Marathons errang sie ihren dritten nationalen Titel über diese Distanz.
Wegen anhaltender Rückenschmerzen beendete sie danach ihre leistungssportliche Karriere. Monika Lövenich startete beim Laufen für den SV Jugend 07 Bergheim, den ASV Köln, die LG Bonn/Troisdorf, den TV Huchem-Stammeln und die LG DJK Vettweiß und im Triathlon für die Triathlonabteilung des "SSK Kerpen".
Seit 1980 ist sie  verheiratet, das Paar hat zwei Töchter, lebt in Nideggen und betreibt in Düren ein Sportgeschäft.

## Sportliche Erfolge
| Datum/Jahr    | Rang | Wettbewerb                                       | Austragungsort | Zeit    | Bemerkung |
| ------------- | ---- | ------------------------------------------------ | -------------- | ------- | --------- |
| 25. Feb. 1984 | 1    | Deutsche Meisterschaften Crosslauf Langstrecke   | Waiblingen     | 21:32,4 | 6,8 km    |
| 28. Feb. 1981 | 1    | Deutsche Meisterschaften Crosslauf               | Berlin         |         | 3,6 km    |
| März 1979     | 3    | Deutsche Meisterschaften Crosslauf Mittelstrecke | Stuttgart      | 11:07,8 | 6,3 km    |
| 26. März 1978 | 6    | Crosslauf-Weltmeisterschaften 1978               | Glasgow        | 17:14   | 4,728 km  |
| 20. März 1977 | 39   | Crosslauf-Weltmeisterschaften 1977               | Düsseldorf     | 18:49   | 5,1 km    |

| Datum/Jahr    | Rang | Wettbewerb                                         | Austragungsort | Zeit     | Bemerkung                |
| ------------- | ---- | -------------------------------------------------- | -------------- | -------- | ------------------------ |
| 26. Sep. 1987 | 1    | Deutsche Leichtathletik-Meisterschaft Marathonlauf | Duisburg       | 02:38:26 | beim Rhein-Ruhr-Marathon |
| 17. Apr. 1983 | 1    | Deutsche Leichtathletik-Meisterschaft Marathonlauf | Dülmen         | 02:43:03 |                          |
| 17. Apr. 1982 | 1    | Deutsche Leichtathletik-Meisterschaft Marathonlauf | Nürnberg       | 02:42:24 |                          |

| Datum/Jahr    | Rang | Wettbewerb                                       | Austragungsort | Zeit | Bemerkung                                        |
| ------------- | ---- | ------------------------------------------------ | -------------- | ---- | ------------------------------------------------ |
| 22. Juni 1987 | 1    | DTU Deutsche Meisterschaft Triathlon Kurzdistanz | St. Wendel     |      | Deutsche Meisterin auf der Triathlon-Kurzdistanz |

## Persönliche Bestzeiten
- 800 m: 2:06,8 min, 5. Juni 1976, Viersen
- 1500 m: 4:16,7 min, 15. August 1976, Frankfurt am Main
- 3000 m: 9:13,8 min, 13. Juni 1976, Fürth
- 10.000 m: 33:39,91 min, 24. Juni 1983, Bremen
- 25-km-Straßenlauf: 1:28:23 h, 25. September 1982, Wesel
- Marathon: 2:31:37 h, 15. Mai 1983, Frankfurt am Main